# Globalizm
Globalizm – zbiór przekonań i poglądów dotyczących globalizacji, która w globalizmie jest najczęściej oceniana pozytywnie i uznawana za najważniejszy proces zachodzący we współczesnym świecie. Wiele twierdzeń globalizmu (a w szczególności bezkrytyczne podejście do globalizacji) krytykowane jest przez anty- i alterglobalistów. Globalizm może też oznaczać pewien kierunek polityki nastawiony na skalę globalną lub globalny wymiar zjawisk społecznych.

## Globalizm jako zbiór poglądów na temat globalizacji
Zwolennicy globalizmu podkreślają wagę procesów globalizacji dla współczesnego świata. Uważają, że w ich wyniku, świat ulegnie istotnym i pozytywnym przekształceniom. Globalizacja pociągać ma za sobą wzrost ogólnego dobrobytu, wolność i emancypację jednostek, rozprzestrzenienie się pozytywnych wartości (np. demokracji czy praw człowieka).
Część autorów (szczególnie związana z ruchem alterglobalistycznym) uważa natomiast globalizm za współczesną ideologię, ściśle powiązaną z założeniami neoliberalizmu i umacniającą amerykańską hegemonię oraz podział świata na bogatą Północ i biedne Południe.
Manfred B. Steger wyróżnia sześć tez, na których opiera się tak rozumiany globalizm:
- globalizacja to liberalizacja i integracja rynków,
- globalizacja jest nieunikniona (There is No Alternative),
- globalizacja nie jest procesem sterowanym, lecz jest w głównej mierze wynikiem działania sił wolnorynkowych,
- w długiej perspektywie czasu wszyscy skorzystają na globalizacji,
- z globalizacją wiąże się demokratyzacja,
- globalizacja wymaga walki z terroryzmem.

## Globalizm jako kierunek polityki
Globalizm jako kierunek polityki czy rodzaj poglądów politycznych przeciwstawiany jest regionalizmowi. Regionalizm jest tu pojmowany jako rodzaj polityki skupiony na celach pewnego regionu (najczęściej państwa), takich jak: obrona suwerenności, zwiększenie jego bogactwa, znaczenia czy relatywnej potęgi w stosunku do innych regionów. Za pewną formę regionalizmu można uznać nacjonalizm.
W przeciwieństwie do niego globalizm skupia się na globalnych strukturach instytucjonalnych i często wiąże się z następującymi poglądami:
- rząd światowy jest dobrem, do którego należy dążyć,
- globalne zarządzanie (global governance) jest lepsze od rozwiązywania problemów na poziomie narodowym,
- powinna nastąpić harmonizacja systemów prawnych poszczególnych krajów,
- suwerenność i autonomia krajów powinny zostać ograniczone na rzecz struktur międzynarodowych,
- umowy międzynarodowe powinny być zawierane z punktu widzenia globalnych potrzeb, a nie narodowych interesów stron.

Tak rozumiany globalizm bliski jest kosmopolityzmowi czy internacjonalizmowi.

## Globalizm jako globalny wymiar zjawisk społecznych
Powyższe ujęcia widzą w globalizmie pewien zbiór postaw czy poglądów charakterystycznych dla przełomu XX i XXI wieku. Dla niektórych autorów (np. dla Josepha Nye’a) globalizm oznacza natomiast globalny wymiar zjawisk społecznych i jako taki nie jest przypisany do jednej epoki historycznej. Poszczególne epoki różnią się między sobą skalą globalizmu a więc stopniem powiązania oraz zakresem przepływów o charakterze globalnym. W tych ujęciach globalizacja traktowana jest jako proces zwiększania się globalizmu.